# Tetracis inquinata
Tetracis inquinata är en fjärilsart som beskrevs av W. Warren 1904. Tetracis inquinata ingår i släktet Tetracis och familjen mätare. Inga underarter finns listade i Catalogue of Life.